# Projeto Harvard
Projeto Física de Harvard ou Projeto Harvard foi um projeto nacional de desenvolvimento curricular para criar um programa educacional de ensino secundário de Física nos Estados Unidos. Esteve ativo de 1962 a 1972 e produziu a coleção de livros Projeto Física, que foram utilizados em salas de aula nas décadas de 1970 e 1980. O projeto foi centrado na Universidade Harvard, mas contou com a participação de escolas e educadores de todo o país. Os diretores deste projeto foram F. James Rutherford, coordenador (e, após o término do projeto, professor no Departamento de Ensino de Ciências da Universidade de Nova Iorque), Gerald Holton, do Departamento de Física de Harvard, e Fletcher G. Watson, da Faculdade de Pedagogia de Harvard.

## História
O Projeto Física de Harvard teve como inspiração o livro para o ensino superior Foundations of Modern Physics Science  (em português, Fundamentos de Física Moderna) lançado em 1958. O objetivo desse livro era o de ser um curso de introdução geral, com um ano de duração, para a área de ciências da Universidade Harvard. O propósito era ensinar não aquilo que todo estudante de Física tem que aprender, leis de Newton, átomos etc., mas algo mais abrangente, que mostrasse os vínculos históricos e técnicos, assim como as conexões com as outras ciências vizinhas. Cada aluno tinha que cursar pelo menos um desses cursos, de forma a desenvolver uma visão de mundo científica. Teria tido uma perspectiva ampla e não apenas através das lentes de uma das disciplinas acadêmicas isoladas.
Nos anos 1960, o Projeto Física de Harvard começa a ser elaborado em dois modelos para o Ensino médio, um com duração de um ano e outro com duração de três anos. A ideia do projeto era tentar fazer algo mais abrangente, que alcance um público maior, envolvendo os estudantes, que raramente cursavam Física. A estratégia utilizada, então, foi a de explorar as relações entre a ciência e outras áreas como a História, Biologia, Sociologia etc, através de uma abordagem humanística.
Devido a abordagem humanística, os exemplos, situações abordadas e o próprio projeto deveriam ser adequadas a realidade do público que faria uso dele. Dessa forma a tradução literal do projeto foi proibida, pois além da adequação da linguagem era necessária também a adequação ao contexto. No Brasil, o projeto não foi oficialmente implementado, pois nunca houve uma tradução para o Português brasileiro.

## Textos
O curso do Projeto Física foi dividido em seis grandes áreas temáticas/livros: O curso inclui leituras, testes e outros materiais.
- Conceitos de Movimento, Texto e manual de experiências e atividades, unidade 1
- Movimento nos Céus, Texto e manual de experiências e atividades, unidade 2
- O Triunfo da Mecânica, Texto e manual de experiências e atividades, unidade 3
- Luz e Eletromagnetismo, Texto e manual de experiências e atividades, unidade 4
- Modelos do Átomo, Texto e manual de experiências e atividades, unidade 5
- O Núcleo, Texto e manual de experiências e atividades, unidade 6

Os livros apresentam o material a partir de uma perspectiva histórica com interesse humano envolvido no texto. A abordagem é bastante sofisticada, criando uma compreensão conceitual de Física enquanto não simplificando demasiadamente o currículo. Há referências frequentes aos trabalhos históricos nos quais os conceitos foram descobertos originalmente e unidades discutidas para fazer da física uma pesquisa fundamental para a compreensão do universo.